# 铁杆镇
铁杆镇，是中华人民共和国河北省石家庄市深泽县下辖的一个乡镇级行政单位。

## 行政区划
铁杆镇下辖以下地区：
铁杆村、故城村、张村、东河町村、中河町村、杜家庄村、中央村、何家庄村、苦水村、杜社村、南旺村、武羊铺村、西河町村、孝敬村、东三村、南冶庄头村、中佐村、大兴村、西三村、前马里村、后马里村、东北马村、赵庄村、周家庄村、马铺村和西北马村。